# Лесинки
Ле́синки — село в Україні, у Кобеляцькій міській громаді Полтавського району Полтавської області. Населення становить 88 осіб.

## Географія
Село Лесинки знаходиться в центрі великого болота урочище Глинщина, на відстані до 2,5 км від сіл Красне, Гаймарівка, Василівка, Миколаївка та Грицаївка.

## Історія
12 червня 2020 року, відповідно до розпорядження Кабінету Міністрів України № 721-р «Про визначення адміністративних центрів та затвердження територій територіальних громад Полтавської області», село увійшло до складу Кобеляцької міської громади.
19 липня 2020 року, в результаті адміністративно - територіальної реформи та ліквідації Кобеляцького району, село увійшло до складу новоутвореного Полтавського району Полтавської області.

## Економіка
- Молочно-товарна ферма.